# Nicolai Cleve Broch
Nicolai Cleve Broch (Oslo, 14 november 1975) is een Noors acteur.

## Biografie
Broch werd geboren in Oslo en leerde het acteren aldaar aan de Statens teaterhøgskole. Hij maakte zijn acteerdebuut in het theater, zo speelde hij onder andere in het Nationaltheatret en het Det Norske Teatret (beide in Oslo). Broch is getrouwd met actrice Heidi Gjermundsen, met wie hij twee zonen heeft.
Broch begon in 1995 met acteren voor televisie in de film När alla vet, waarna hij nog meerdere rollen speelde in films en televisieseries. Zo is hij bekend van zijn rol als Aksel Borgen in de Noorse televisieserie Frikjent (2015-2016).

## Filmografie

### Films
Uitgezonderd korte films.
- 2022 Full dekning - als Truls
- 2020 Den største forbrytelsen - als Leif Brynjulf Lindseth
- 2018 Harajuku - als Einar
- 2014 Operasjon Arktis - als Far
- 2013 Gåten Ragnarok - als Allan
- 2010 Essential Killing - als helikopterpiloot
- 2008 Max Manus - als Gregers Gram
- 2008 Den Siste Revejakta - als Robert
- 2008 Lønsj - als Marius
- 2006 Uro - als Hans Petter
- 2004 Uno - als Morten
- 2003 Buddy - als Kristoffer Haukeland
- 1995 När alla vet - als Ulf

### Televisieseries
Uitgezonderd eenmalige gastrollen.
- 2023 Innebandykrigerne - als Tor - 6 afl.
- 2020-2023 Morden i Sandhamn - als Alexander - 20 afl.
- 2022 Ammo - als Bjørn - 6 afl.
- 2019-2022 Beforeigners - als Lars Haaland - 12 afl.
- 2019 Mellem os - als Joachim - 8 afl.
- 2018 Kielergata - als Marius - 7 afl.
- 2015-2016 Frikjent - als Aksel Borgen / Aksel Nilsen - 18 afl.
- 2013 Halvbroren - als Barnum - 8 afl.
- 2011 Schmokk - als Daniel - 4 afl.
- 2007 Seks som oss - als Aksel - 7 afl.
- 2002 Lekestue - als Roger - 8 afl.

- Bibsys: 1079752
- Biblioteca Nacional de España: XX5061212
- Bibliothèque nationale de France: cb14159264w (data)
- Gemeinsame Normdatei: 142605085
- International Standard Name Identifier: 0000 0000 8089 4366
- Library of Congress Control Number: no2018090274
- Nederlandse Thesaurus van Auteursnamen: 291585884
- Virtual International Authority File: 10057685
- WorldCat: E39PBJpDVMtXHchwf4FqQ886Kd